# Doupov
Doupov (německy Duppau) je zaniklé město v okrese Karlovy Vary v Karlovarském kraji. Stávalo v Doupovských horách v údolí říčky Liboc. Založeno bylo nejspíše na přelomu dvanáctého a třináctého století a tvořilo přirozené centrum oblasti. Zrušeno bylo v roce 1954 v důsledku zřízení vojenského újezdu Hradiště. Ze zástavby města se dochovalo jen několik osamocených budov.

## Název
Původní český název Dúpov byl odvozen ze staročeského slova dúpa ve významu dutina. V historických pramenech se objevuje ve tvarech: de Tuppowe (1281), de Dupow (1289), de Tupaw (1359), in Tuppa (1361), in Tupaw (1364), in Tuppaw (1367), Dupow (1369), de Dupouza (1384), de Dupowa (1402), de Dupaw (1403), de Dupow (1470), z Dupowa (1470), z Daupova (1503), na Doupově (1512), z Daupowa (1541), zu Tuppau (1600), Toppau (1631) a Duppau, Tuppau, Daupow nebo Dupow (1847).

## Historie
Doupov vznikl v době na přelomu dvanáctého a třináctého století. První písemná zmínka o něm pochází z roku 1281, ale německojazyčná vlastivědná literatura z první poloviny dvacátého století uvádí také roky 1261, a dokonce i 1012. Počátky města jsou spojeny se šlechtickým rodem Doupovců z Doupova, jejichž prvním sídlem byl nejspíše hrad na vrchu Hradiště. Teprve ve druhé polovině třináctého století si postavili nový hrad u městečka. První zmínka o něm je z roku 1295 a nachází se v predikátu Oldřicha z Doupova.

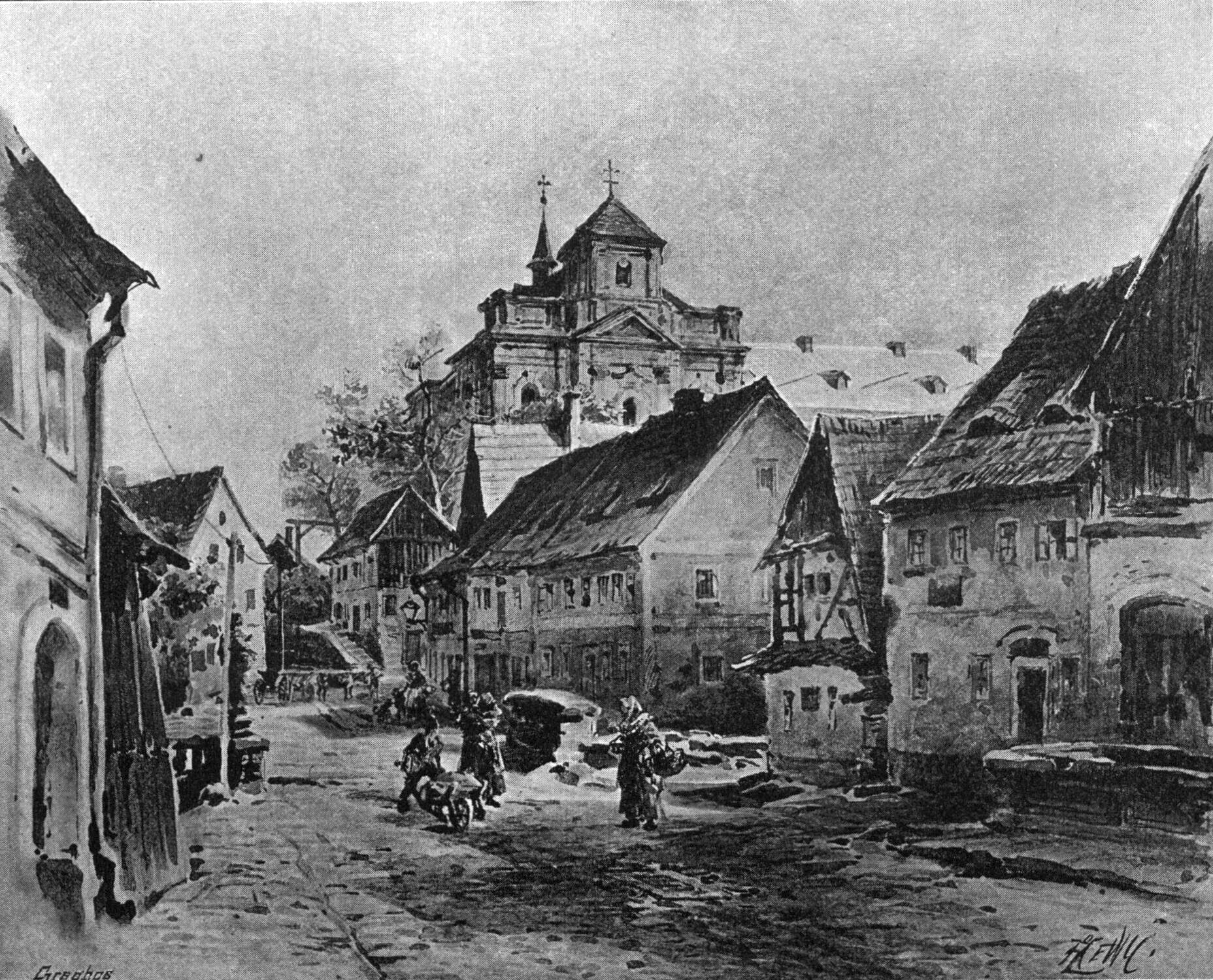
Klášterní kostel (A. Lewý 1896)

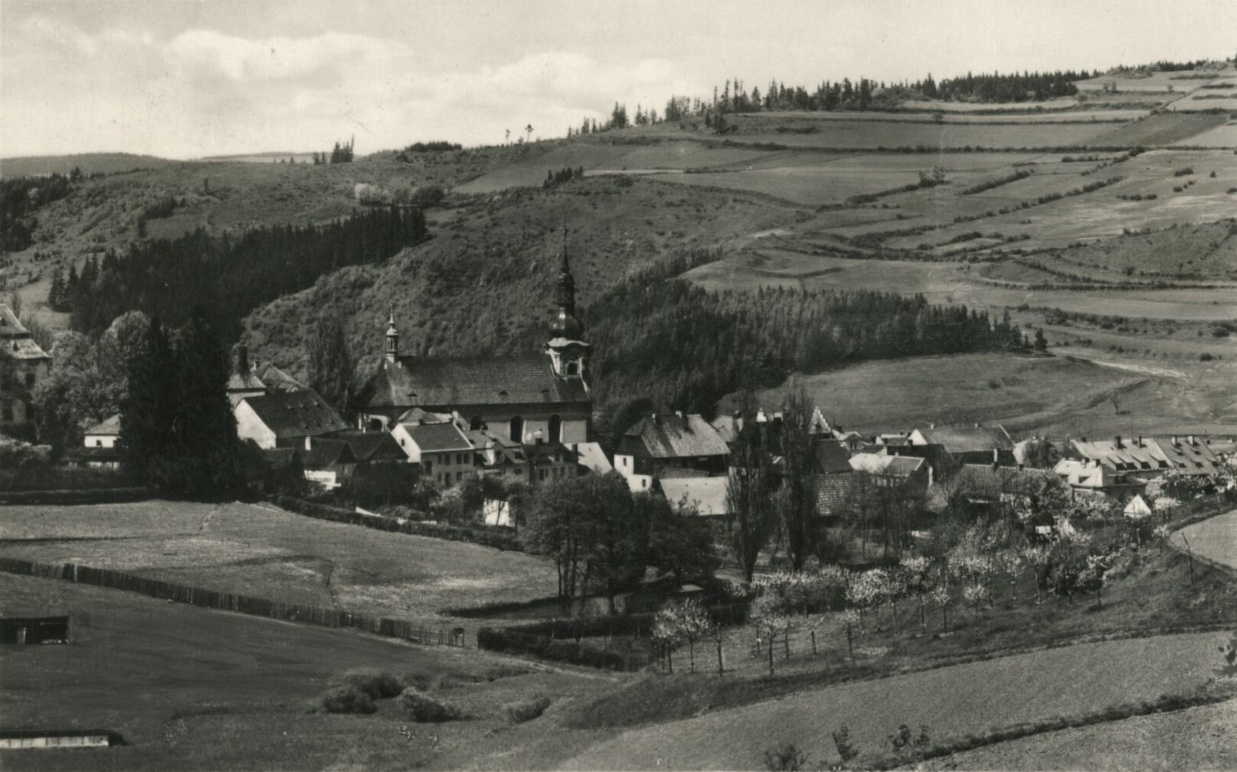
Doupov na pohlednici z roku 1941

Roku 1421 se Doupov stal obětí křižáckého tažení. Místní obyvatelé se jim vzdali výměnou za slib, že zůstanou naživu. Křižáci tento slib porušili poukazem na to, že slovo dané kacíři není pro katolíka závazné, a většinu obyvatel pobili. Trvalo téměř sto let, než se Doupov vzpamatoval ze škod způsobených husitskými válkami. Teprve v roce 1514 král Vladislav Jagellonský vesnici povýšil znovu na městečko.
V šestnáctém století krajinu Doupovských hor kolonizovali němečtí osadníci, se kterými se zde rozšířil protestantismus. Kryštof Šlik v té době potvrdil a rozšířil stará městská práva. Mimo jiné městu povolil zřídit radnici. Rozvoj města byl 29. září 1599 narušen rozsáhlým požárem, při němž shořel farní kostel, fara, radnice, škola a šestnáct domů. Přestože sídlem vrchnosti byl v té době sokolovský zámek, podílel se Kryštof Šlik na obnově města.
Na začátku třicetileté války se novými majiteli města stali Verdugové, kteří neuznali městská práva. Roku 1624 zakázali měšťanstvu vařit pivo v panském pivovaru, takže město o tři roky později vybudovalo vlastní. Vrchnost jej však v roce 1631 zabavila. Doupovská privilegia neuznala ani hrabata z Lützau, a měšťané se o ně dlouho soudili. Spor mezi městem a vrchností vyvrcholil jednáními v letech 1738–1745 a pro město skončil úspěšně. Byla uznána jeho práva na samosprávu a soudní pravomoc. Jedinou povinností vůči vrchnosti se stal roční poplatek ve výši 300 zlatých. S rozvojem obchodu a řemesel město ve druhé polovině osmnáctého století bohatlo a v roce 1795 mu byl povolen magistrát.

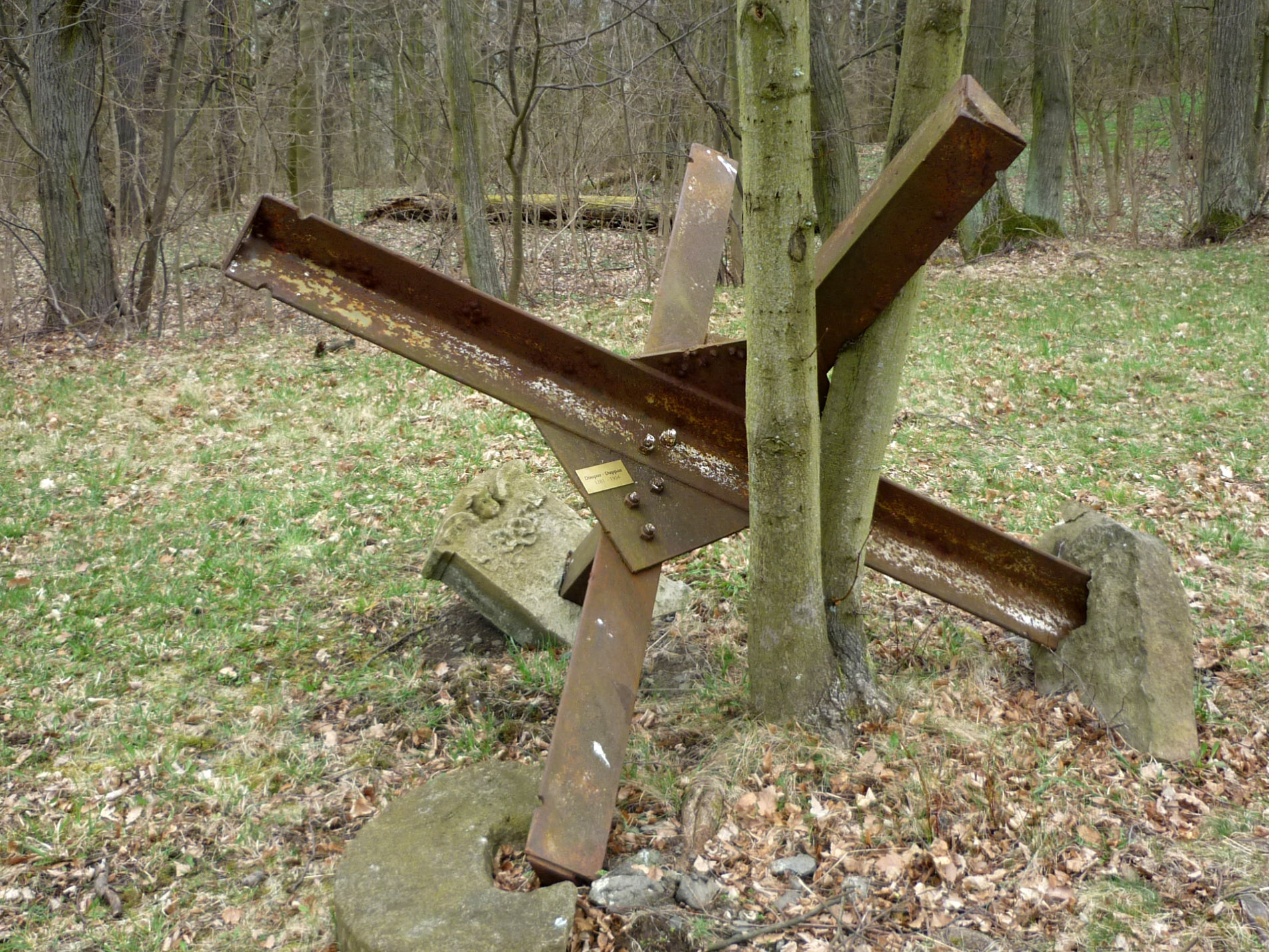
Vojenský zátaras z Doupova v lapidáriu ve Vintířově

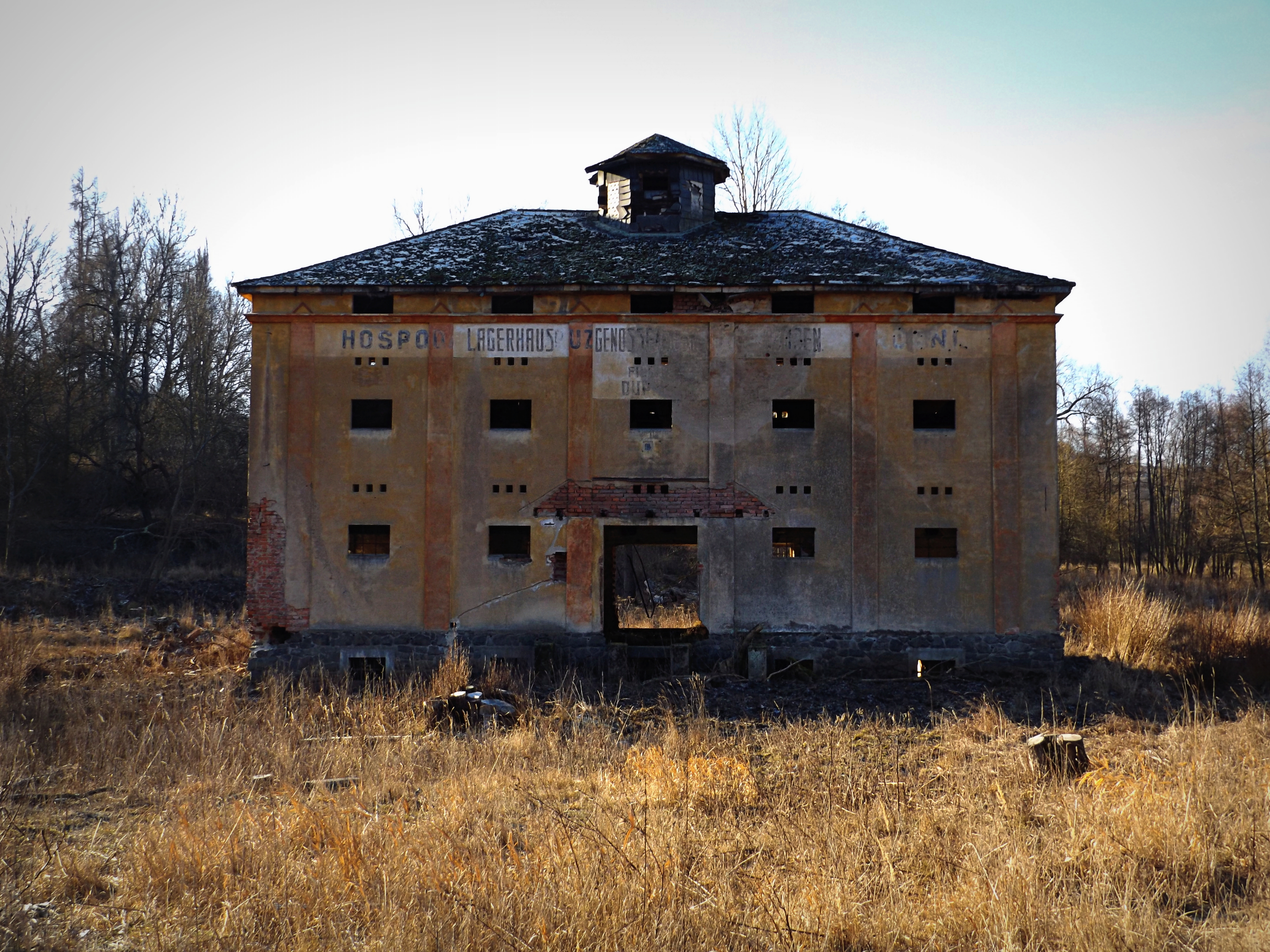
Dochovaná budova nádražního skladu

Významným hospodářským odvětvím v Doupově bývalo soukenictví. V osmnáctém století se řemeslu ve městě věnovalo až sedmdesát soukeníků. Během devatenáctého století však byly do výroby sukna ve světě zaváděny stroje, kterým nemohla zdejší drobná výroba konkurovat, a odvětví ve městě ztrácelo na významu. Koncem devatenáctého století už ve městě působili jen dva soukeníci. Textilní výroba však přetrvávala. Dílnu zde mělo čtrnáct plátenických mistrů, jedenáct koželuhů, ve městě se pletly punčochy a vyráběly pozamenty a nášivky. Stavební materiál se vyráběl v cihelně.
Doupov se roku 1850 stal sídlem soudního okresu, ke kterému patřilo 24 vesnic. Město v té době provozovalo chudobinec a špitál. Zdravotnické služby zajišťoval lékař, lékárník a tři porodní báby. Podle adresáře z roku 1924 ve městě byla pošta a telegrafní stanice, četnická stanice, městská spořitelna, záložna, dva hotely, dvě vinárny, šest hostinců, pět cukráren, výrobna limonád, parní pila, čtyři mlýny, výrobna šindelů a řada dalších obchodů. Dopravní spojení kromě cest umožňovala železniční trať z Vilémova.
Koncem května a počátkem června 1945 bylo ve sklepení gymnázia po krutém týrání zastřeleno nebo jinak usmrceno čtyřicet Němců (jménem je známo dvacet obětí, např. členů profesorského sboru). Hrob se má nacházet na školním hřišti. Po odsunu německého obyvatelstva se město nepodařilo dosídlit, a počet obyvatel v roce 1947 byl jen třetinou předválečného stavu.
Chátrání města ukončilo zřízení vojenského výcvikového prostoru Hradiště, kvůli kterému se museli všichni obyvatelé vystěhovat. Město bylo úředně zrušeno během třetí etapy rušení sídel k 15. květnu 1954.
Před svým zrušením s Doupovem sousedila katastrální území Oleška, Prachomety, Řednice, Trmová, Víska a Zakšov.

## Přírodní poměry
Doupov stával na rozhraní katastrálních území Bražec u Hradiště, Doupov u Hradiště, Radošov u Hradiště, Tureč u Hradiště a Žďár u Hradiště v okrese Karlovy Vary, asi deset kilometrů západně od Mašťova. Nacházel se v nadmořské výšce okolo 578 metrů na levém břehu Liboce mezi Trmovským vrchem (744 metrů) na severozápadě a Pustým zámkem (933 metrů) na jihovýchodě. Oblast leží v centrální části Doupovských hor, konkrétně v jejich okrsku Hradišťská hornatina, který severozápadně od města přechází do Jehličenské hornatiny. Půdní pokryv tvoří kambizem eutrofní.
V rámci Quittovy klasifikace podnebí stál Doupov v mírně teplé oblasti MT3, pro kterou jsou typické průměrné teploty −3 až −4 °C v lednu a 16–17 °C v červenci. Roční úhrn srážek dosahuje 600–750 milimetrů, počet letních dnů je 20–30, počet mrazových dnů se pohybuje mezi 160–160 a sněhová pokrývka zde leží 60–100 dnů v roce. Západně od města přechází mírně teplá oblast do chladné oblasti CH7.

## Obyvatelstvo

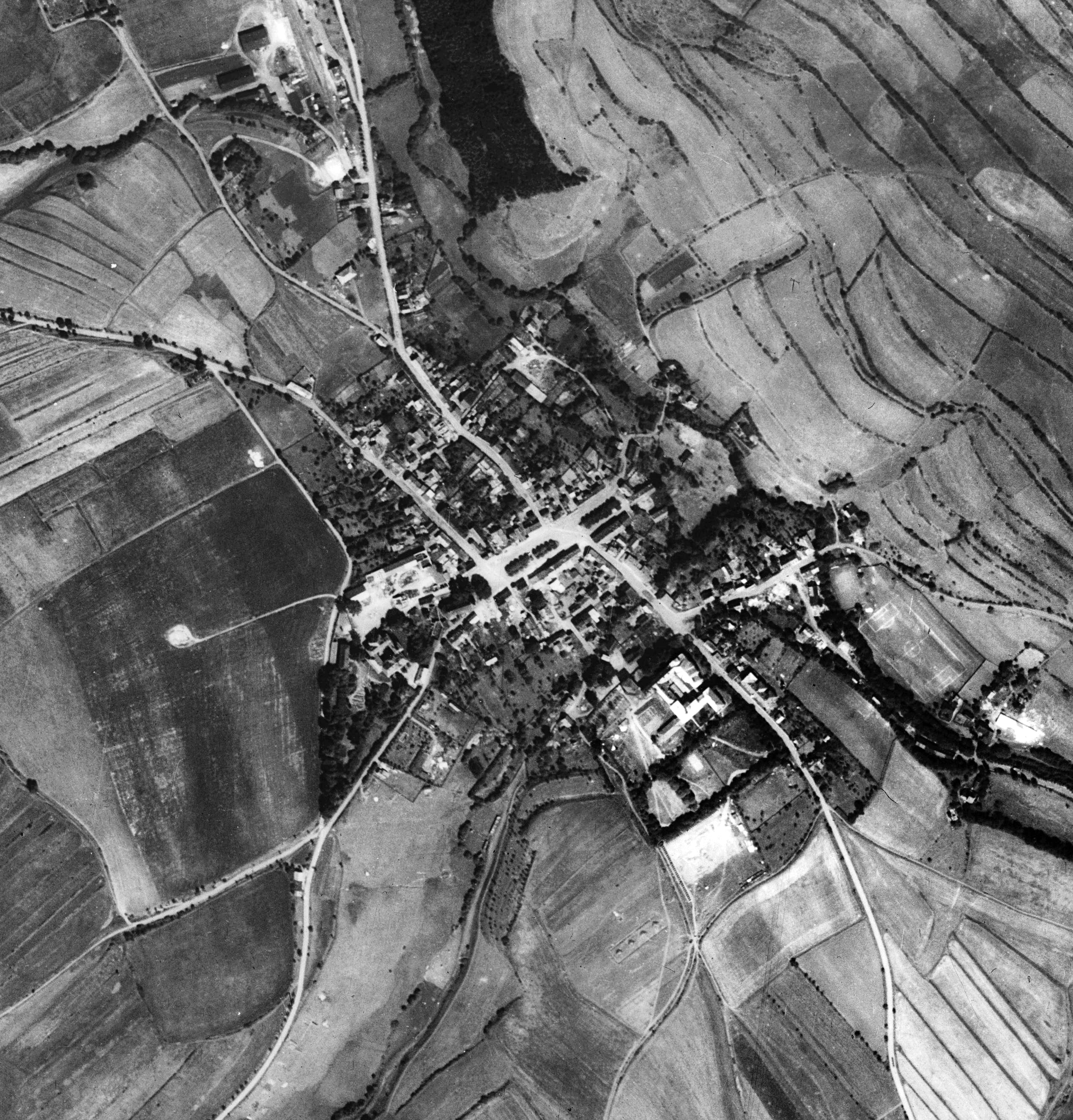
Letecký snímek města z 50. let 20. století

Při sčítání lidu v roce 1921 zde žilo 1 605 obyvatel (z toho 816 mužů), z nichž bylo sedm Čechoslováků, 26 cizinců a zbytek patřil k německé národnosti. Kromě osmi evangelíků a šesti židů se hlásili k římskokatolické církvi. Podle sčítání lidu z roku 1930 mělo město 1524 obyvatel: třináct Čechoslováků, 1 482 Němců, 22 cizinců a dva obyvatelé jiné národnosti. Až na šest židů a tři lidi bez vyznání patřili k římskokatolické církvi.
|           | 1869 | 1880 | 1890 | 1900 | 1910 | 1921 | 1930 | 1950 |
| --------- | ---- | ---- | ---- | ---- | ---- | ---- | ---- | ---- |
| Obyvatelé | 1752 | 1722 | 1591 | 1621 | 1637 | 1605 | 1524 | 588  |
| Domy      | 245  | 260  | 261  | 267  | 276  | 269  | 272  | 272  |

## Obecní správa
Po zrušení patrimoniální správy byl Doupov městem v politickém okrese Kadaň, ve kterém zůstal až do roku 1960, kdy bylo správní území města s rozlohou 709 hektarů převedeno do okresu Karlovy Vary.

## Školství
Koncem šestnáctého století ve městě fungovala katolická a luteránská škola. V roce 1924 ve městě byly čtyřtřídní škola, arcibiskupské gymnázium a živnostenská pokračovací škola s obuvnickým oddělením. Přestože ve městě tehdy žilo jen osmnáct Čechů, byla roku 1926 otevřena jednotřídní česká škola. Gymnázium bylo uzavřeno na konci druhé světové války.

## Pamětihodnosti

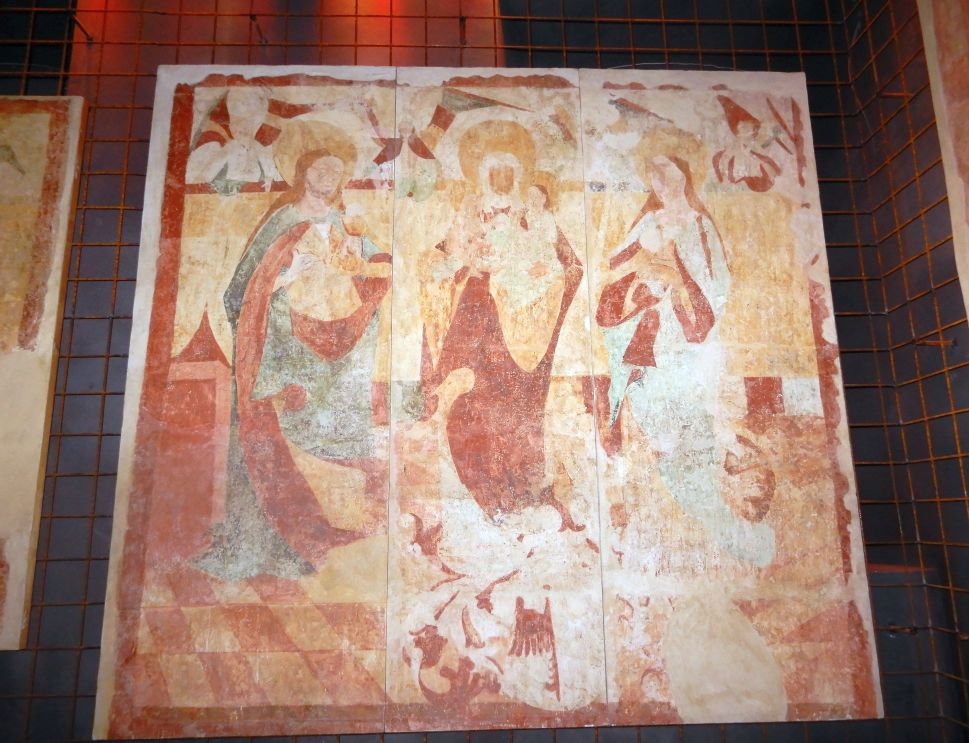
Kristus Bolestný s Pannou Marií, svatou Kateřinou a klečícím donátorem, kolem 1400, transfer gotické fresky z kostela svatého Volfganga v Doupově, nyní v zámku Valeč

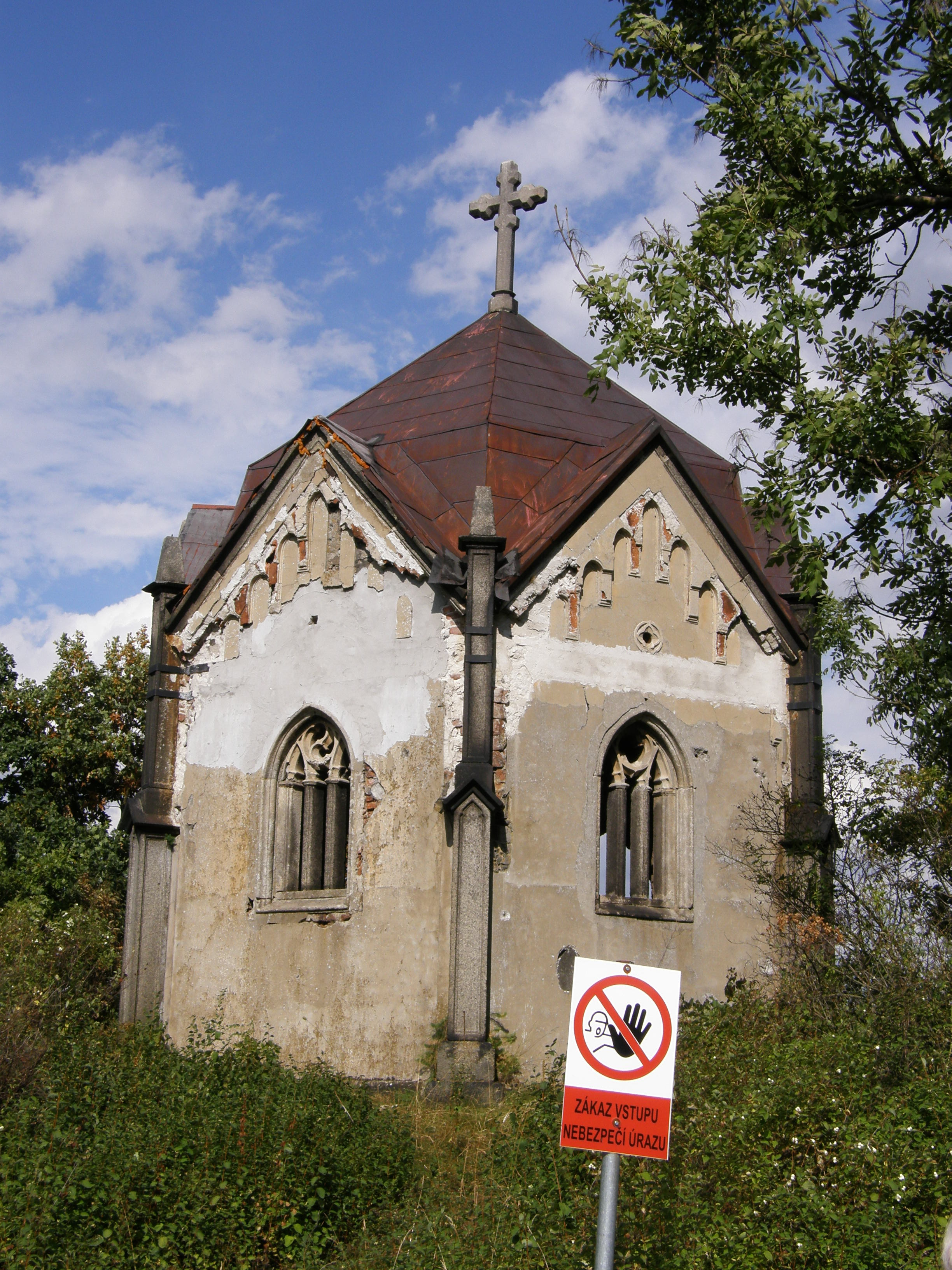
Hrobka Zedwitzů

- Nedochovaný doupovský zámek vznikl okolo roku 1580 přestavbou gotického hradu, stával na jihozápadním okraji města.
- Kostel svatého Volfganga stával asi 800 metrů severozápadně od náměstí. Postaven byl okolo roku 1380 a v jeho okolí se patrně nacházelo nejstarší osídlení. Později kostel sloužil jako hřbitovní kaple.[5] Měl osmistěnný presbytář opatřený opěráky a uvnitř oddělený od lodi hrotitým vítězným obloukem.[16]
- Kolej piaristů s kostelem svaté Alžběty bývala dominantou východní strany města. Založil ji soukeník Antonín Josef Clement pro jezuity. Stavba byla dokončena roku 1770 a po zrušení  jejich řádu připadla piaristům. Po zániku doupovské koleje Doupově přešli piaristé do Kadaně, kde od roku 1802 začali působit v tamní řádové koleji. Ještě koncem devatenáctého století v budově zůstávalo asi 1 500 svazků bývalé klášterní knihovny.[16] V té době budovu koleje využívala obuvnická škola.[2]
- Farní kostel Nanebevzetí Panny Marie stál na horním konci náměstí na místě staršího kostela, zmíněného k roku 1361. Rokoková stavba pocházela z roku 1745.[16]
- Dochovanou stavbou je hrobka Zedwitzů z devatenáctého století.[6]

## Osobnosti
- Vincenz Brehm (1879–1971), rakouský biolog
- Viktor Karell (1898–1979), spisovatel, germanista
- Richard Schwager (1822–1880), malíř
- Anton Josef Klement Edler von Clement (1701–1783), zakladatel zdejšího gymnázia[17][18]
- Christian Julius Schierl von Schierendorff (1661–1726), komorník vídeňského dvora[17][18][19]